# Steve Jackson (1953)
Steve Jackson (Tulsa, 1953) è un autore di giochi statunitense.
È il fondatore della Steve Jackson Games.

## Biografia
Steve Jackson si è laureato (baccalaureato) in biologia e scienza politica alla Rice University in Houston, frequentò per due anni l'University of Texas studiando legge, ma abbandonò gli studi per una carriera come autore di giochi.
Inizialmente lavorò per molti anni alla Metagaming Concepts dove tra gli altri sviluppò il wargame Ogre (incentrato su scontri tra carri armati robotizzati nel futuro) e il gioco di ruolo fantasy The Fantasy Trip. Nel 1980 se ne andò per fondare la Steve Jackson Games, di cui progettò molti giochi, come Car Wars (wargame futuristico di combattimento tra automobili ispirato a film come Interceptor), GURPS (popolare regolamento generico di gioco di ruolo) e Munchkin (gioco di carte umoristico, che parodia il mondo del gioco di ruolo).
Il 1º marzo 1990 la Steve Jackson Games venne perquisita dall'United States Secret Service e i suoi computer sequestrati nell'ambito dell'operazione Sundevil. In seguito alla perquisizione la compagnia vinse una causa per danni contro l'United States Secret Service, con l'assistenza della Electronic Frontier Foundation, che venne fondata all'epoca per assistere in questo e simili casi.
Viene spesso confuso per l'omonimo autore di librigame e videogiochi britannico, cofondatore della Games Workshop. La confusione viene aumentata dal fatto che Steve Jackson (statunitense) ha scritto tre libri (Scorpion Swamp, Demons of the Deep e Robot Commando) per la collana di librigame Fighting Fantasy cofondata dal suo omonimo britannico e i libri non indicano che è un differente Steve Jackson.
Steve Jackson è un avido collezionista di set di LEGO dedicati ai pirati, ha scritto un miniature, Evil Stevie's Pirate Game, che usa i pirati della lego come miniature e l'ha giocato a diverse convention.
Ha esibito a diverse convention la sua elaborata Chaos Machine, una macchina di Rube Goldberg in costante evoluzione realizzata con componenti della Chaos Toy.